# Wertadditivität
Wertadditivität ist in der Betriebswirtschaftslehre eine spezielle Eigenschaft im Zusammenhang mit Zahlungsströmen: Entspricht der Wert eines aus zwei Zahlungsströmen kombinierten Zahlungsstroms der Summe der Werte der einzelnen Zahlungsströme, so liegt Wertadditivität vor. Wertadditivität ist eine spezielle Form der Additivität.
Eine der Nebenbedingungen der Wertadditivität ist, dass das Gesetz des Einheitspreises gilt, also ein Vollkommener Markt vorliegt. Da der Vollkommene Markt ein rein theoretisches Konzept ist, ist auch die Wertadditivität von rein theoretischem Interesse.

## Mathematische Definition
Seien z1 und z2 Zahlungsströme und V(z1), V(z2) die Werte dieser Zahlungsströme. V(z1 + z2) sei der Wert des aus z1 und z2 kombinierten Zahlungsstroms.
Gilt das Gesetz des Einheitspreises sowie
{\displaystyle V(z_{1}+z_{2})=V(z_{1})+V(z_{2})\,,}
so liegt Wertadditivität vor.

## Eigenschaften
Offensichtlich ist Wertadditivität eine Monoid-Homomorphismus-Eigenschaft der Funktion 
{\displaystyle V:\mathrm {Zahlungsstr{\ddot {o}}me} \rightarrow {\text{Werte}}}
(z. B. Marktbewertungsfunktion) bezüglich des Monoids 
{\displaystyle \left(\mathrm {Zahlungsstr{\ddot {o}}me} ,\Box +\Box \right)}
und des Monoids 
{\displaystyle \left({\text{Werte}},\Box +\Box \right)}.
Da sich der Homomorphismus auf zwei Additions-Monoide bezieht, ist eine Funktion, die Wertadditivität als Eigenschaft hat, im Wesentlichen eine lineare Abbildung.